# Licor de calafate

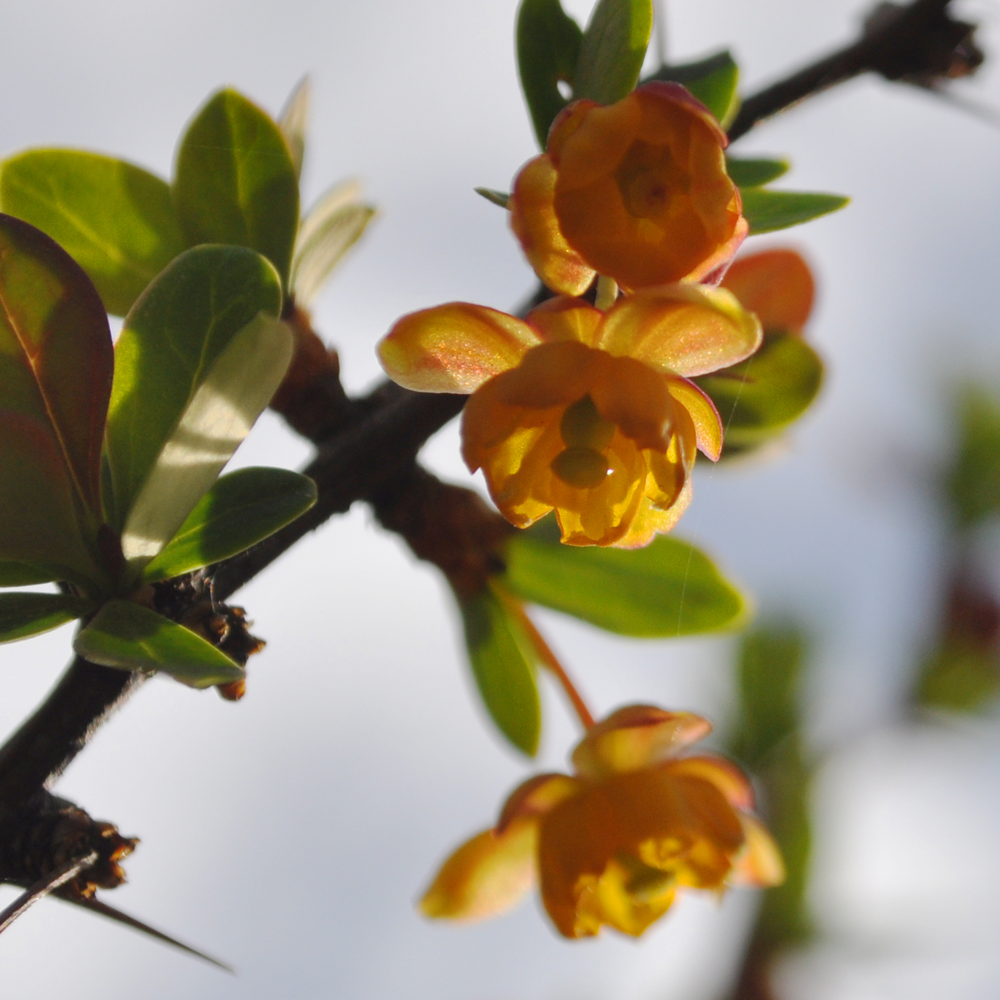
Flor de calafate

El licor de calafate o licor de michay es una bebida alcohólica destilada obtenida a través del procesamiento del fruto del arbusto calafate, endémico de la Patagonia argentina y chilena, y parte del sur de Chile principalmente en la región de Aysén y en los sectores rurales de la región de Los Lagos y en La Araucanía.
Son los frutos de estos arbustos que poseen sabor dulce con toques de amargor y acidez, lo que hacen de esta baya una fruta muy atractiva para el consumo, ya sea frescas, como en licores, salsas y otras conservas. Este licor ancestral es producido de forma artesanal por los locales con una alta graduación alcohólica.

## Preparación
Esta bebida típica chilena se prepara mezclando los calafates con aguardiente, dejándolo reposar en un lugar cálido y seco por un periodo de al menos 3 meses. 
Una vez pasado el tiempo de reposo, se prepara una mezcla de azúcar y agua que se calienta a fuego medio hasta que se consigue la consistencia de un almíbar, luego de eso dejar enfriar.
Se procede a moler los frutos del calafate reposado, y se añade el almíbar integrándolo homogéneamente con el alcohol para su almacenamiento. Dejar reposar 6 meses antes de su consumo.[cita requerida]